# Donnell Young
Donnell Young (né le 25 avril 1888 et mort le 28 juillet 1989) est un athlète américain, spécialiste du 200 et 400 mètres.

## Biographie
Il participe à deux épreuves lors des Jeux olympiques de 1912 à Stockholm, se classant cinquième du 200 m après avoir égalé le record olympique dès les séries. Il remporte sa demi-finale du 400 m mais est finalement disqualifié pour avoir gêné un autre concurrent.

## Palmarès
| Date | Compétition     | Lieu      | Résultat | Épreuve |
| ---- | --------------- | --------- | -------- | ------- |
| 1912 | Jeux olympiques | Stockholm | 5e       | 200 m   |